# Agrotis securifera
Agrotis securifera là một loài bướm đêm trong họ Noctuidae.